# Pedro Roca y López
Pedro Roca y López (Tarancón, 1865-Madrid, 1903) fue un escritor y bibliotecario español.

## Biografía
Nació el 9 de octubre de 1865 en Tarancón, si bien Ossorio y Bernard apunta que lo hizo en ese mismo año en Torrubia, también en la provincia de Cuenca. Doctor en Filosofía y Letras, fue ayudante del Cuerpo de Archiveros, Bibliotecarios y Anticuarios. Fue el más activo y laborioso de los redactores de la Revista de Archivos, Bibliotecas y Museos. Usó los seudónimos anagramáticos de «Arco» y «Caro». Falleció el 21 de enero de 1903 en Madrid.